# Władysław Aleksander Łubieński

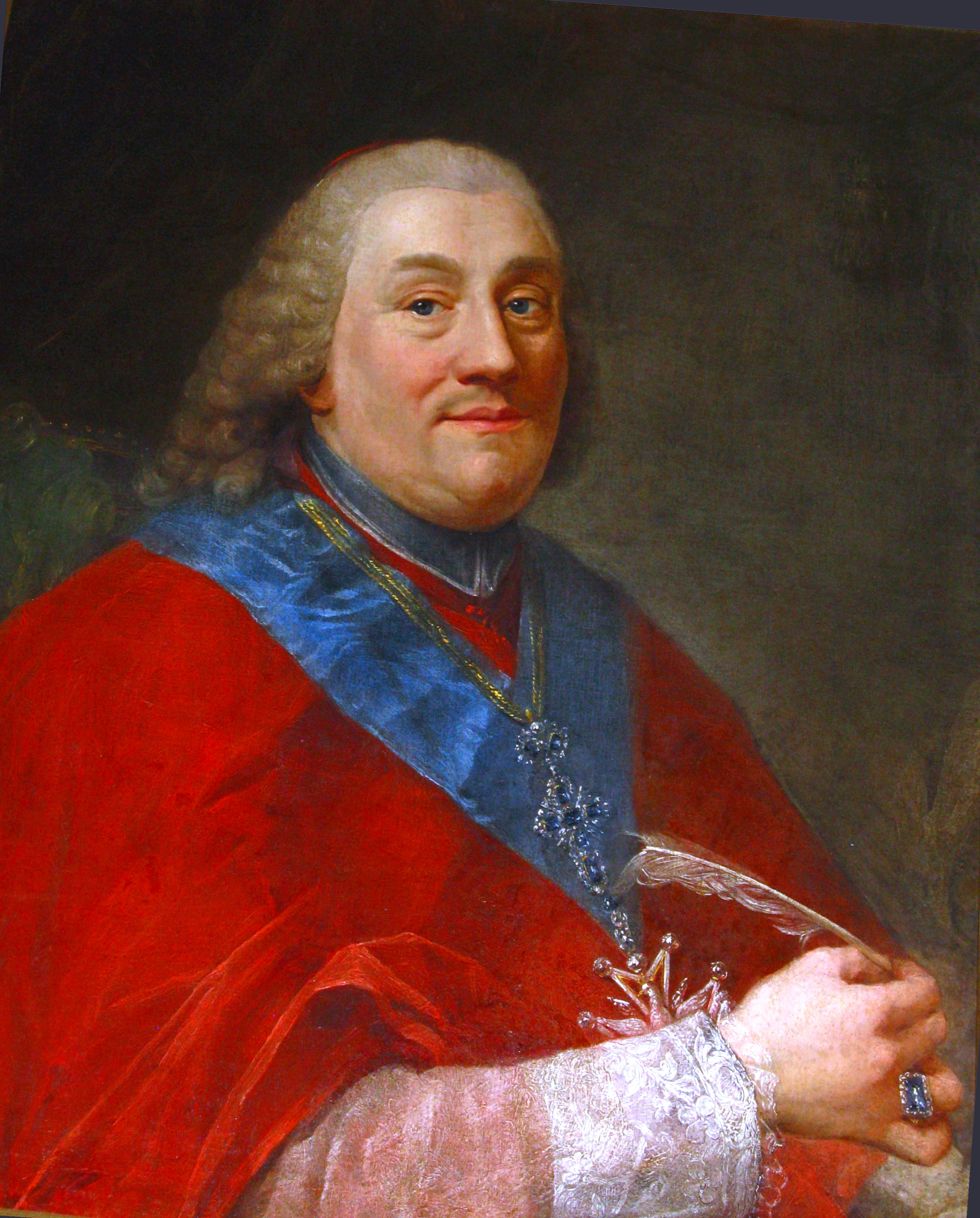
Władysław Łubieński, Primas von Polen-Litauen, im Legatenpurpur

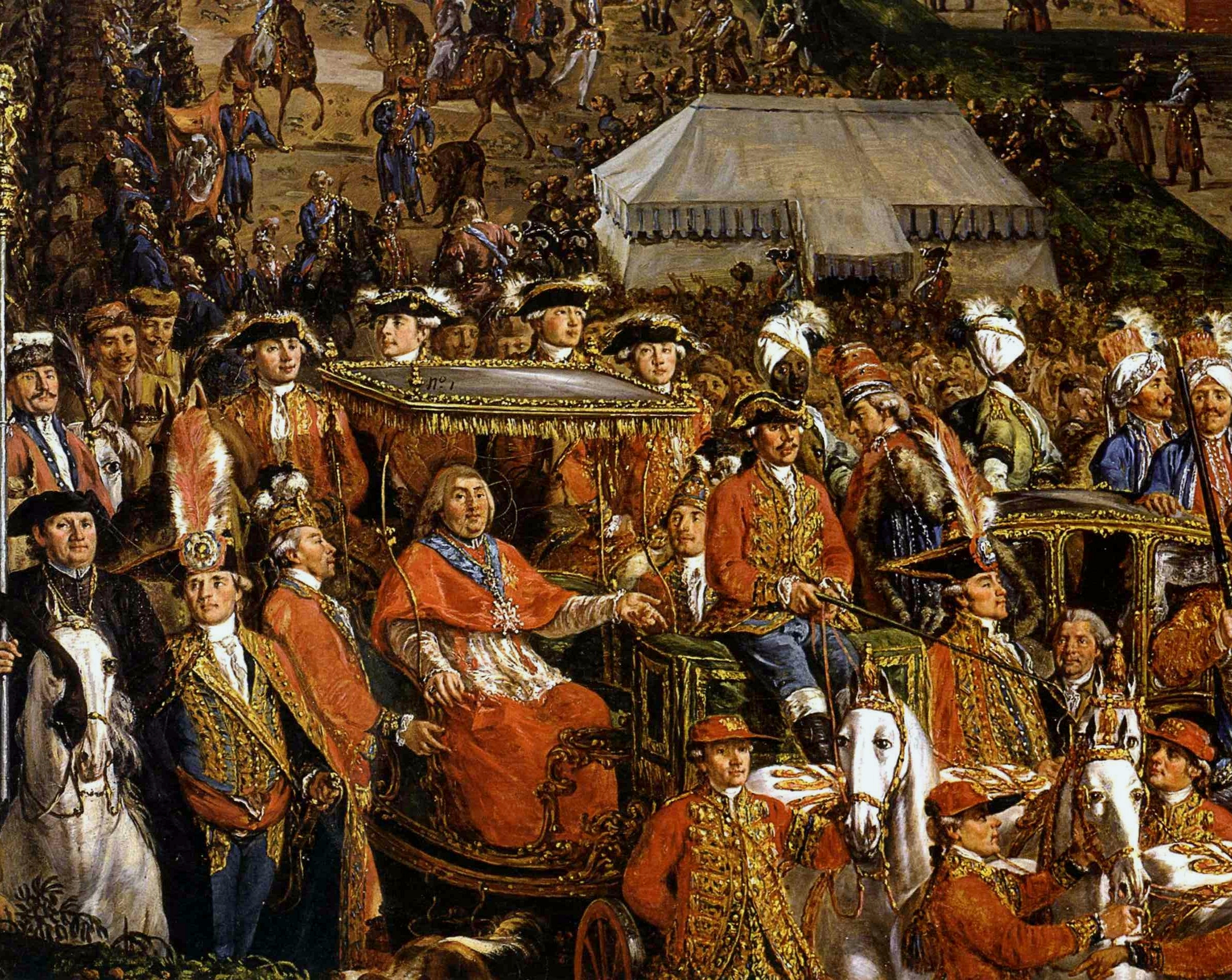
Bernardo Bellotto: Die Wahl von Stanislas Augustus: Der Primas in der Kutsche auf dem Weg zu Wahl (Ölgemälde 1778)

Władysław Aleksander Łubieński Herb Pomian (* 1. November 1703 in Galizien; † 21. Juni 1767 in Gnesen) war Erzbischof von Lemberg, Erzbischof von Gniezno sowie Primas von Polen-Litauen und im Jahre 1763 Interrex von Polen-Litauen.

## Leben

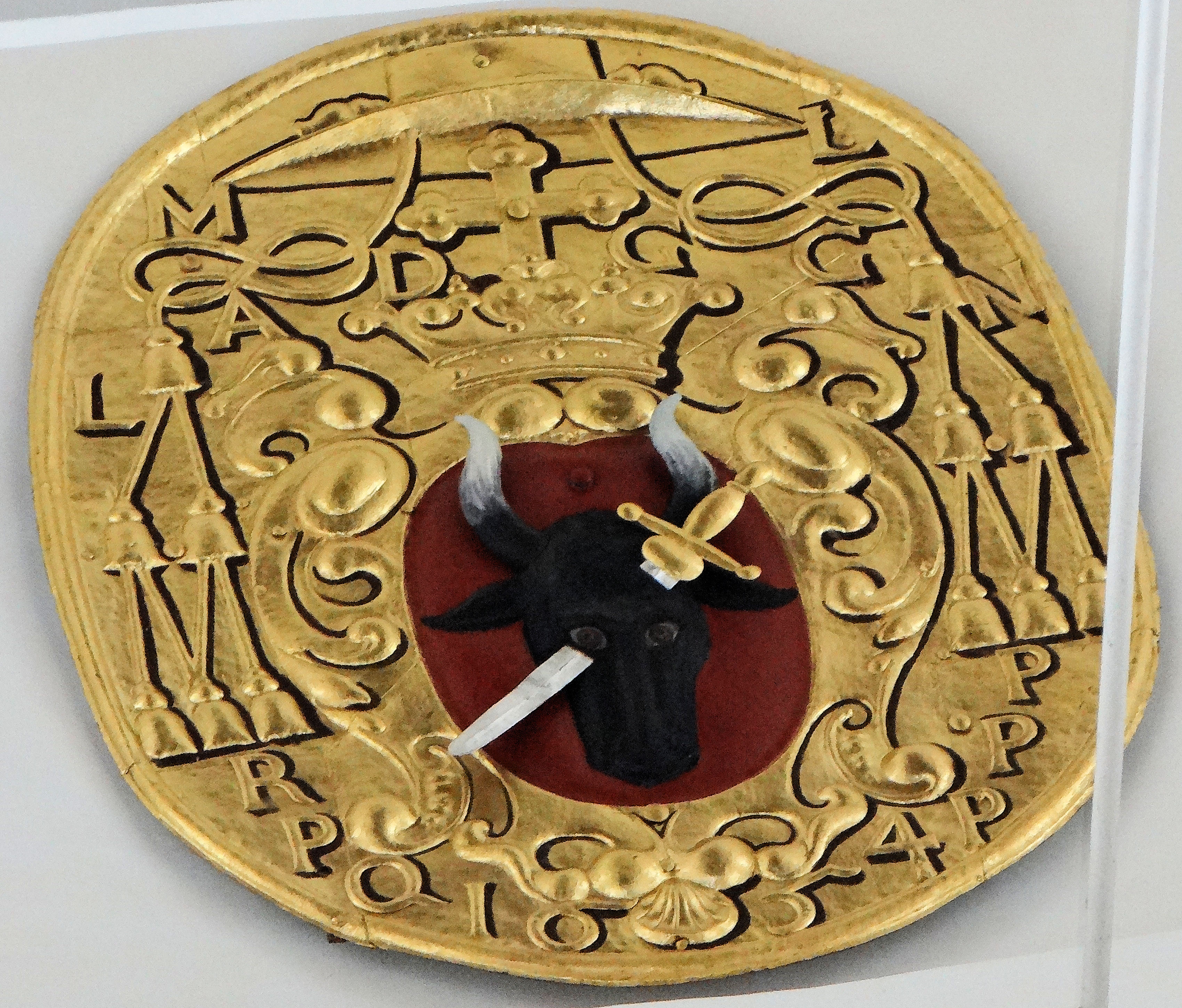
Wappenscheibe des Erzbischofs Władysław Łubieński, Kathedrale von Łowicz

Władysław Aleksander Łubieński aus dem Adelsgeschlecht Łubieński (Wappenzweig Herb Pomian) besuchte die Jesuitenschule in Kalisch und unternahm danach mehrere größere Reisen durch Europa. Danach trat er in den geistlichen Stand und wurde nacheinander Dekan in Gnesen, Scholasticus in Krakau, Domkustos in Sandomierz, infulierter Propst in Łask, Deputierter des königlichen Tribunals und Großkronschreiber. Sein besonderes Interesse galt der Geographie, so veröffentlichte er 1740 die erste allgemeine Geographie in polnischer Sprache Świat we wszystkich swoich częściach….
Nach dem Tod von Mikołaj Dembowski wurde er am 1. Dezember 1757 zum Erzbischof von Lemberg gewählt, die Bestätigung durch Papst Clemens XIII. erfolgte am 13. März des darauffolgenden Jahres. Die Bischofsweihe spendete ihm am 7. Mai 1758 in Warschau der Erzbischof von Gniezno Adam Ignacy Komorowski; Mitkonsekratoren waren Antoni Sebastian Dembowski, Bischof von Włocławek (Kujawien), und Kajetan Ignacy Sołtyk, Bischof von Kiew und Schytomyr. Bereits am 9. April 1759 wurde Władysław Łubieński jedoch zum Erzbischof von Gniezno ernannt, was er bis zu seinem Tode blieb. In Kalinowa wurde er zum Primas Polen-Litauens ernannt. Nach dem Tod von König August III. im Oktober 1763 war er bis zur Wahl von dessen Nachfolger Stanislaus II. August Poniatowski im September 1764 Interrex von Polen-Litauen. Łubieński genoss die besondere Gunst des neuen polnischen Königs.
Nach den Erzählungen seines Neffen Feliks Łubieński starb er an Gift, das ihm in einer Tasse gereicht worden war; der Neffe pflegte diese Tasse seinen Gästen zu zeigen.
Er war der Bruder von Florian Łubieński und Onkel des polnischen Politikers Feliks Łubieński.

## Werke
- Świat we wszystkich swoich częściach większych y mnieyszych to iest w Europie, Azyi, Affryce i Ameryce w monarchiach, królestwach, xięstwach, prowincyach, wyspach i miastach geograficznie, chronologicznie i historicznie okroślony z opisaniem religii, rzadów, rewolucyi, praw, zwyczaiów, skarbów, ciekawosci y granic każdego kraiu (Die Welt in allen ihren Teilen, größeren wie kleineren, und zwar in Europa, Asien, Afrika und Amerika; ihre Monarchien, Königreiche, Fürstentümer, Provinzen, Inseln und Städte geographisch, chronologisch und historisch beschrieben, nebst einer Darstellung der Religionen, Regierungen, Revolutionen, Rechtswesen, Gebräuche, Schätze, und der Grenzen eines jeden Gebietes). Breslau 1740. Die dem umfangreichen Werk beigegebenen Landkarten wurden in Nürnberg gestochen.
- Historya Polska z opisaniem Rządu i Urzędów Polskich (Geschichte Polens mit Beschreibung der polnischen Regierung und Verwaltung). Wilna 1763.
- Domowe wiadomości o koronie polskiéy abo o Małéy i Wielk. Polszcze (Heimische Nachrichten von der polnischen Krone, oder von Groß- und Kleinpolen.) Wilna 1763.